# 汽油缸内直喷
汽油缸内直喷全名為「汽油汽缸內直接噴射」在内燃机中是指一种使用在两冲程和四冲程循环汽油发动机的燃料噴射裝置。汽油經由高压共轨油路直接噴入每个汽缸的燃烧室，而不是如同傳統的多点电喷将燃料喷入进气歧管。缸內直噴引擎可以輕易地達到超稀薄燃燒，空燃比約為25:1，因此非常省油。
早期的缸內直噴引擎有污染物質難控制的問題，可通過歐洲廢氣排放標準但不能通過美國的標準。三菱汽車於1996年在日本本土販賣的第8代Galant 1.8 GDI為全球第一款採用汽油缸內直噴的量產乘用車。2004年日本五十鈴汽車率先製造出能通過美國廢氣排放標準的缸內直噴引擎，1997年意大利菲亚特汽車（FIAT）將燃料高壓共軌直噴技術使用在柴油引擎上十分成功，因此2006年賓士汽車將此技術使用在汽油缸內直噴引擎上，但對燃料加壓的壓力沒有高壓共軌柴油引擎那樣高，能協助從噴油嘴噴出的汽油單位體積變得更小更易霧化即可，有助於省油與性能的提升，不過代價是PM2.5排放提高千倍，因此越來越多採用缸內直噴的汽油引擎汽車也加裝微粒過濾器。